# Optimalizace videí pro vyhledávače
Optimalizace videí pro vyhledávače (anglicky Video Search Engine Optimization z toho dále zkratka VSEO) je forma optimalizace pro vyhledávače, zaměřená na zvyšování viditelnosti videí ve vyhledávačích, jako jsou Google, YouTube a další platformy. VSEO zahrnuje techniky a strategie, které zajišťují, že videa dosáhnou vyššího hodnocení v organických výsledcích vyhledávání (odkazy na webové stránky, které se zobrazují na stránce výsledků vyhledávače, například Google, přirozeně, tedy ne jako placená reklama). 
Tento přístup je stále důležitější s rostoucí popularitou videí na internetu. S rostoucí popularitou videí jako primárního formátu obsahu na internetu se VSEO stává klíčovým nástrojem pro tvůrce, podniky i marketéry. Zatímco SEO se tradičně praktikuje na webových stránkách společnosti, často se také používá k optimalizaci videa pro uživatelské vyhledávání. VSEO je součástí video marketingu v rámci internetového marketingu a významem video marketingu je použití videí k podpoře produktů a služeb firem.

## Význam
VSEO hraje klíčovou roli z několika důvodů. Jedním z nich je rostoucí popularita videoobsahu, který přitahuje uživatele více ve srovnání s tradičními textovými příspěvky, protože se jednodušeji sdílí mezi uživateli a má vyšší míru prokliku. Videa nabízejí atraktivní a snadno stravitelný způsob, jak předávat informace a oslovovat široké publikum. Dalším důležitým faktorem je význam platformy YouTube, která patří mezi největší vyhledávače na internetu. Vzhledem k celosvětové popularitě YouTube budou mít strategie spojené s optimalizací pro vyhledávače nepochybně obrovský význam pro optimalizaci viditelnosti těchto mediálních kanálů ve velkém množství obsahu aktuálně hostovaného na YouTube..

## Základní principy
VSEO zahrnuje různé techniky, které zlepšují viditelnost videí ve vyhledávačích. 
Mezi klíčové faktory patří zejména správné využití klíčových slov. Analýza klíčových slov je jedním z nejdůležitějších kroků optimalizace. Podobně jako u SEO pro webové stránky je nutné zaměřit se na cílové publikum videa a analyzovat, co je zajímá. Běžnou praxí je používat především delší klíčová spojení, která přesně odpovídají otázkám uživatelů a zvyšují pravděpodobnost zobrazení videa ve výsledcích vyhledávání. 
Dalším důležitým faktorem je název videa, který by měl ideálně splňovat pravidla jako být atraktivní a obsahovat klíčová slova. Zároveň je to nejdůležitější faktor pro vyhledávání videa (na základě údajů ze služby YouTube Studio a Google Analytics). Název videa by měl správně přesně vystihovat jeho obsah a zároveň být úderný a poutavý. 
Metadata, jako jsou popisy videí, by měla zahrnovat klíčová slova, ale měla by být také přirozená a informativní. Díky metadatům mohou vyhledávací algoritmy lépe pochopit obsah videa. Hlavní pole metadat YouTube jsou ta, která poskytují podrobnosti o názvu videa, jeho popisu, délce trvání, miniatuře a názvu nahraného videa.
Podobnou roli hrají titulky, které zvyšují přístupnost obsahu a pomáhají vyhledávačům indexovat video, protože algoritmy nedokážou přesně interpretovat audio a video. Titulky jsou zároveň užitečné pro uživatele se sluchovým postižením. 
Popis videa je z pravidla stručný, informativní a zaměřený na vzbuzení zájmu v divákovi. První řádek popisu často obsahuje URL adresu značky, aby se uživatelé mohli snadno dostat na webové stránky. Celkově je popis krátký a zajímavý, aby divák pochopil, o čem video je a neztratil zájem při čtení dlouhého textu.

## Role YouTube v VSEO

Logo platformy YouTube

YouTube je dominantní platformou pro videoobsah, a proto je optimalizace na této platformě klíčová pro úspěch značky. Tato platforma je nejen největším online úložištěm videí na světě, ale také druhým nejnavštěvovanějším webem vůbec. 
YouTube SEO zahrnuje různé techniky, které pomáhají zvýšit viditelnost a úspěšnost videí. Jednou z nich jsou engagement metriky, tedy metriky zapojení uživatelů, jak je vysvětleno v kapitole Základní principy. 
Další technikou je organizace obsahu do playlistů. Shromážděním a organizací videí pohromadě se zvyšuje množství času stráveného sledováním. Playlisty zlepšují šanci na sledování více videí, protože může celá sada videí být sledovaná za sebou a přitahuje tak uživatele ke sledování více než jednoho videa najednou. 
Specifickým nástrojem jsou závěrečné obrazovky, známé jako end screens. Tyto interaktivní prvky se zobrazují na konci videa a mohou obsahovat odkazy na další videa, playlisty, odběr kanálu nebo na sociální sítě a webové stránky. 

## Výzvy
Přestože VSEO přináší mnoho výhod, čelí také několika výzvám. Jednou z nich jsou časté algoritmické změny. Vyhledávače v dnešní době pravidelně mění své algoritmy přidáváním a odebíráním faktorů ovlivňujících hodnocení výsledků. 
Dalším problémem jsou technologické bariéry. Prudký nárůst digitálního obsahu, zahrnujícího obrazový, zvukový i video materiál, si vyžádal vývoj nových technologií a metod pro reprezentaci, ukládání a vyhledávání v multimediálních systémech. Tradiční systémy pro vyhledávání videí nedokážou splnit technické požadavky, což je důsledek rychlého růstu objemu multimediálních dat, která vyžadují efektivní vyhledávací řešení.